# Приеде, Янис
Янис Приеде (1874—1969) — участник Первой мировой войны и борьбы за свободу Латвии, командир 6-го Рижского пехотного полка (1920—1925), Латгальской дивизии (1925), позже помощник командира Видземской дивизии (1925—1931), генерал.
Награждён военным орденом «Лачплесис» за командование 2-м батальоном Рижского пехотного полка в боях на реке Иецава 21 ноября 1919 года и захватом поместья Валдекю во время операции по освобождению Елгавы.
Один из подписантов меморандума Центрального Совета Латвии от 17 марта 1944 года.

## Биография
Родился 16 августа 1874 года в семье фермера Яниса Приеде и Паулины (урожденной Брувере) в «Жебери» волости Вестиена. Учился в Толкинском приходском училище, экстерном сдал экзамен в Псковский кадетский корпус.
После вступления в армию Российской императории (1895 г.) был направлен в Вильнюсское военное училище (1897—1899 гг.), после чего служил в 116-м Малоярославском полку в Риге. Участвовал в русско-японской войне (1905) в Маньчжурии. В начале Первой мировой войны он участвовал в сражениях в Восточной Пруссии и Литве, был награждён военными орденами, а в октябре 1914 года был произведён в капитаны. В феврале 1915 года был контужен и взят в плен в боях в лесах Августова со всем 20-м корпусом русской армии.
Он находился в плену у немцев до декабря 1918 года, после освобождения вернулся в Латвию. 15 сентября 1919 года он вступил в Латвийские вооруженные силы, был офицером особого назначения Министерства обороны. Во время битвы при Бермонтиаде 7 ноября 1919 года капитан Приеде был назначен командиром батальона в 6-м Рижском пехотном полку. Он участвовал в боях в Пардаугаве и Земгале, где во время операции по освобождению Елгавы 21 ноября 1919 года капитан Приеде и его батальон прорвали немецкую линию обороны на реке Иецава и быстрым ударом захватили замок Валдекю по шоссе Рига-Елгава. Во время дальнейшего наступления были заняты Лиелупские мосты и железнодорожная станция. В ноябре 1919 года он получил звание подполковника и участвовал в боях на Латгальском фронте.
После войны за независимость Латвии был командиром 6-го Рижского пехотного полка (1920—1925), полковником (с 1923). За военные заслуги награжден новым хозяйством в Кримулдской волости. В 1925 году полковник Приеде был назначен помощником командира 3-й Латгальской дивизии, позже 2-й Видземской дивизии, в 1930 г. дослужился до генерала. С 1926 года он был членом Совета военного ордена Лачплесиса. В 1931 году генерал Приеде был по достижении максимального возраста освобождён от действительной военной службы.
Был членом правления АО «Apavi», награждён орденом Трех Звезд.
В конце Второй мировой войны в 1944 году генерал Приеде и его семья уехали в Германию в качестве беженцев, где в 1947 году в Эслингене было возобновлено общество Военного ордена Лачплесиса (LKOK). Затем он эмигрировал в США, где до 1967 года был председателем общества LKOK. Почетный филистр латвийской студенческой корпорации «Sidrabenia» Каунасского университета им. Витаутаса Великого. Умер 26 ноября 1969 года в Бостоне.

## Награды
- Орден Святой Анны III, IV степени,
- Орден Святого Станислава II, III степени,
- Военный орден Лачплесиса III степени № 70 (1920 г.)[6],
- Орден Трёх звёзд III степени (1929 г.).